# Brooklyn Todd Shipyards
I Brooklyn Todd Shipyards era una società calcistica statunitense con sede a Brooklyn, quartiere di New York (New York).

## Storia
Fondato come Brooklyn Robins Dry Dock Football Club nel 1918 rilevando un'altra formazione, i East Newark Scottish-American FC (Kearny Scots), e gareggiando nella National Association Football League (NAFBL). Nel 1921 vince il titolo della National Challenge Cup (US Open Cup).
Lasciando la NAFBL per la nuova lega della ASL la società si fuse con la Tebo Yacht Basin F.C. dando vita alla Brooklyn Todd's Shipyards (le società Robins Dry Dock & Repair Co. e Tebo Yacht Basin Co. facevano parte della Todd Shipyards Corporation).
La denominazione della squadra rimanda alla società fondante la Todd Shipyards Corporation.

## Cronologia
| Anno                                   | Lega  | Stagione Regolare | National Challenge Cup |
| -------------------------------------- | ----- | ----------------- | ---------------------- |
| Brooklyn Robins Dry Dock Football Club |       |                   |                        |
| 1918-19                                | NAFBL | 4°                | terzo turno            |
| 1919-20                                | NAFBL | 3°                | semifinali             |
| 1920-21                                | NAFBL | 3°                | Vincitore              |
| Brooklyn Todd Shipyards                |       |                   |                        |
| 1921-22                                | ASL   | 3°                | finale                 |

## Giocatori
- Fred Beardsworth (1919-1921)
- Neil Clarke (1920-1922)
- William Fryer (1921-1922)
- Robert Hosie (1920-1922)
- Johnny McGuire (1921-1922)
- Frank McKenna (1920-1922)
- George McKelvey (1921-1922)
- Robert Millar (1919-1920)
- Albert Mitchell (1921)
- Fred Pepper (1920-1921)
- Harry Ratican (1920-1921)
- Peter Renzulli (1918-1922)
- James Robertson (1918-1920)
- Harry Shanholt (1919-1920)
- Peter Sweeney (1921-1922)
- Jimmy Gallagher (1919-1921)

## Palmarès

### Competizioni nazionali
- U.S. Open Cup: 1

1920-1921

### Altri piazzamenti
- American Soccer League:

Terzo posto: 1921-1922
- U.S. Open Cup:

Finalista: 1921-1922